# Остророг (герб)
Остророг (пол. Ostroróg Hrabia) — графський герб, різновид герба Наленч, що отриманий в Галичині.

## Опис герба
Існували дві версії графського герба Остророгів. Різновид з іменем Остророг III був Наленчем з ознаками гідності графа:
Остророг III: У червоному полі срібна повязка в коло з опущеними кінцями, що пов'язана внизу. Над щитом графська корона, над якою шолом з клейнодом: діва в червоному одязі, з пов'язкою на розпущеному волоссі, між двома рогами оленя, що тримає ці роги.
Різновид великого герба з іменем Остророг Граф:
Щит тричі розсічено і раз пересічено на вісім полів: у І-му червоному срібна пов'язка (Наленч); у II-му червоному срібна сокира (Сокира); у III-му золотому чорний орел (посилання на герб Священної Римської Імперії); у IV-му червоному три труби чорні в трискель (Труби); у V-му червоному стріла, на ній дві перетинки, так прироблені, що видаються за два хрести (Лис); у VI-му червоному золотий ковчег з такою ж вежею при трьох кренеляжах (Кораб); у VII-му червоному срібна стріла наконечником вгору, що вилітає з лука з відірваною тятивою (Одровонж); у VIII-му золотому срібна голова лева з червоним полум'ям (Задора). Над щитом графська корона, над якою три шоломи з клейнодами. Клейнод І: орел, як на гербі; клейнод II: діва в червоному одязі з пов'язкою на розпущеному волоссі між двома рогами оленя, що тримає ці роги; клейнод III: половина золотого здибленого левай, що тримає срібну сокиру. Намет на І-му шоломі червоний, підбитий золотом; на II-му і III-му червоний, підбитий сріблом. Під щитом девіз: Contentus sua vere sorte.

## Найбільш ранні згадки
Титул графа Священної Римської Імперії отримав Станіслав Остророг (каштелян каліский), що нібито, вже 1518 року цей титул мав в Речі Посполитій, та мав на нього підтвердження в 1611 і 1612 рр.. Титул графа (hoch - und wohlgeboren, graf) з гербом Остророг III було підтверджено для Адама, Мартіна та Олександра 17 березня 1783 року в Галичині. Підставою для підтвердження був патент 1775 року і походження від Станіслава Остророга. Титул було підтверджено також у Росії для Андрія, Миколая та Йозефа 28 червня 1846 року.

## Роди
Одна сім'я (герб власний): графи фон Остророг (graf von Ostroróg).